# IC 1614
IC 1614 ist eine elliptische Galaxie vom Hubble-Typ E im Sternbild Fische auf der Ekliptik. Sie ist schätzungsweise 1,1 Mia. Lichtjahre von der Milchstraße entfernt und hat einen Durchmesser von etwa 100.000 Lj.
Im selben Himmelsareal befinden sich u. a. die Galaxien NGC 374, NGC 392, IC 1618, IC 1619.
Das Objekt wurde am 30. November 1899 von Stéphane Javelle entdeckt.